# Complexe ibérique El Cigarralejo
Le complexe ibérique d'El Cigarralejo est un site archéologique datant de la période ibérique (Ve et IVe siècles avant J.-C.) et situé dans la municipalité de Mula (région de Murcie, Espagne) sur une colline aux pentes abruptes du côté sud-est qui descend vers la rivière Mula. Elle est délimitée d'un côté par un massif rocheux de l'éocène appelé "Piedra Pollera", qui constitue une défense naturelle pour le village. D'un autre côté, il y a un autre affleurement rocheux où se trouve le sanctuaire ibérique.

## Le site
Le site archéologique couvre une superficie d'environ 2 hectares et comprend le sanctuaire, le village et la nécropole. Le village n'a pas encore été fouillé et la nécropole n'est que partiellement connue.

### Le village
Le village s'étend sur différents niveaux du versant oriental et combine des murs avec des parois rocheuses. Il était composé d'environ 40 ou 50 maisons (peut-être plus, car il n'a pas été fouillé), et la population estimée était d'environ 250 habitants.

### Le sanctuaire
Le sanctuaire se trouve dans un bâtiment encastré dans le sommet de la colline. Le bâtiment a été adapté à la topographie et on peut voir des vestiges de murs et de pièces. Le plan du sanctuaire publié par E. Cuadrado il y a 50 ans est tout à fait reconnaissable, bien qu'il soit recouvert de végétation et dans une situation d'abandon total.
L'auteur décrit des sols pavés, des pavements de chaux avec des abacules et des pierres de taille agrafées, qui ne sont plus visibles. Un dépôt de matériaux ("favissa") a été identifié, avec des fragments d'offrandes votives, une abondante céramique à décor végétal, des fusaïoles, quelques feuilles d'or, des restes de plomb et des poids de métiers à tisser. Les pièces sont exceptionnelles, avec des ex-votos de figures humaines en grès et une falcata votive de 17,5 cm.
Les représentations d'équidés sont remarquables, avec 160 offrandes votives comprenant des chevaux, des juments, des poulains et des ânes, richement décorées, dans lesquelles il est possible d'apprécier tous les détails de leur attelage, avec selle, rênes et bride, avec des parallèles dans le groupe sculptural de Cerrillo Blanco, dans le cheval avec cavalier de Los Villares de Hoya de Gonzalo ou dans la tête de cheval de Fuente la Higuera du Musée archéologique national. L'édifice a été abandonné vers le IIe siècle av. J.-C.

### La nécropole
La nécropole est située au nord-est de la colline et couvre une superficie d'environ 2 000 m². Plus de 500 tombes y ont été découvertes, dont 382 ont été publiées. Plus de 500 tombes y ont été découvertes, dont 382 ont été publiées. Le matériel de la nécropole, récupéré par l'archéologue Emeterio Cuadrado Díaz entre 1948 et 1988, est exposé au musée d'art ibérique El Cigarralejo depuis 1993.
Les tombes les plus anciennes remontent à la fin du Ve siècle av. J.-C. et leur mobilier funéraire reflète une communauté riche et prospère, avec des céramiques attiques importées, des céramiques ibériques décorées de cercles et de demi-cercles entrelacés, de demi-cercles, de secteurs, de "cabellos", de "tejadillo", de grenades et de poignards, et certaines avec des représentations figuratives (comme le "cratère de parade militaire", décoré de musiciens et de guerriers). On trouve aussi, un peu plus tard, dans le style Elche-Archena, des spirales.
Les formes sont multiples, imitant les formes grecques, des assiettes avec des cercles, des secteurs et de belles combinaisons, des dolia réutilisés comme urnes, des urnes avec des plaques de couverture, des œnochoés, des kalatos. On trouve également de nombreux objets de la vie quotidienne comme des plaquettes en os, des fibules, des objets en bronze comme des braseros et des situles, des fusaïoles, des morceaux de verre, des textiles, des amulettes d'origine égyptienne (très semblables à celle trouvée dans la nécropole d'Albufereta). L'armement est spectaculaire, avec de nombreuses falcatas, épées courtes, poignards, casques, cimiers, soliferreum et poignées de boucliers. Des objets liés à l'agriculture et à l'élevage tels que des cisailles, des faucilles, des sécateurs, ainsi que des graines (blé, orge, amandes, pignons...).
On y trouve également des représentations de chars, des terres cuites représentant des musiciens avec des doubles flûtes, des kores et d'autres fragments. La richesse de certaines tombes, comme la tombe 277, a conduit à les interpréter comme princières. De nombreux fragments architecturaux, des sculptures zoomorphes (lions, bovidés, griffons, oiseaux, serpents et chevaux) et des fragments anthropomorphes ont également été retrouvés, dont deux têtes masculines, trois têtes féminines, une dame debout, une dame assise et d'autres. Certaines de ces pièces auraient appartenu à des monuments turriformes et à des piliers, réutilisés dans des tombes ultérieures, comme ce fut le cas au Corral de Saus.
La plaque de plomb contenant un texte en langue ibérique écrit en alphabet gréco-ibére (également utilisé dans les inscriptions ibériques de La Isleta, La Serreta et Coímbra de Barranco Ancho) est particulièrement remarquable. Le texte contient 207 signes écrits en bustrophédon.

## Musée monographique de la culture ibérique
Le musée monographique de la culture ibérique d'El Cigarralejo est le seul musée existant consacré de manière monographique à cette culture péninsulaire préromaine.